# الورم الشحمي المتماثل الحميد
الورم الشحمي المتماثل الحميد (بالإنجليزية: Benign symmetric lipomatosis)‏ هو حالة جلدية يوجد بها رواسب دهنية متشابهة واسعة النطاق في كل من المناطق التالية وهي: منطقة الرأس ومنطقة الرقبة ومنطقة الكتف. كان الجراح الألماني أوتو فيلهلم ماديلونج أول من قدم وصفًا تفصيليًا للاضطراب. هذه الحالة نادرة جدًا، حيث يقدر معدل حدوثها بواحد من كل 25000، وتؤثر على الذكور بمعدل يصل إلى 30 مرة أكثر من الإناث.

## السبب
ان سبب المرض بالحقيقة لا يزال مجهول وغير معروف، لكن حدوثه يرتبط ارتباطًا وثيقًا بادمان تعاطي الكحول لذا فإن الامتناع عن الكحول قد يمنع من تطور المرض. حيث أنه اُبلغ عن بعض العيوب في تحلل الدهون المحفز الأدرينالي وتراكم الدهون البني الجنينية. يؤدي التشوه التجميلي الناتج عن ترسب الدهون في منطقة عنق الرحم إلى "مظهر رياضي كاذب" يشبه التمثال الإيطالي محارب كابسترانو ومنحوتات ملكة بونت (مصر).

## العلاج
ان العلاج المعتاد في مثل هذه الحالات عادةً ما يكون العلاج جراحيًا بشكل أساسي، حيث يتألف من إزالة الأورام الشحمية، على الرغم من أن الدراسة الحديثة اقترحت شفط الدهون وحقن الفسفاتيديل كولين كبدائل ممكنة.

## المجتمع
يظهر ظهور المصابين بالمرض في:
- المنحوتات من ملكة بونت (مصر)، كما ذكر أعلاه[4]
- الإيطالي تمثال المحارب من كابسترانو، كما ذكر أعلاه
- في رواية الجريمة لـ دونا ليون، "أشياء وحشية" (2012)، يحقق البطل في جريمة قتل رجل كان يعاني من حالة، يكتشف برونيتي أن نسبة حدوثها مرتفعة في إيطاليا.[5]